# Polina Guryeva
Polina Guryeva (en russe : Полина Гурьева, Polina Gourieva), née le 5 octobre 1999 à Achgabat (Turkménistan), est une haltérophile turkmène. Elle est vice-championne olympique en moins de 59 kg aux Jeux d'été de 2020.

## Carrière
En remportant l'argent en moins de 59 kg aux Jeux olympiques d'été de 2020, Polina Guryeva remporte la toute première médaille du Turkménistan aux Jeux olympiques, tous sports confondus.